# Caetano
João Victor Andrade Caetano (ur. 24 czerwca 1999 w Rio de Janeiro) – brazylijski piłkarz występujący na pozycji środkowego lub lewego obrońcy, od 2023 roku zawodnik Corinthians.